# ベロヴォ (ブルガリア)

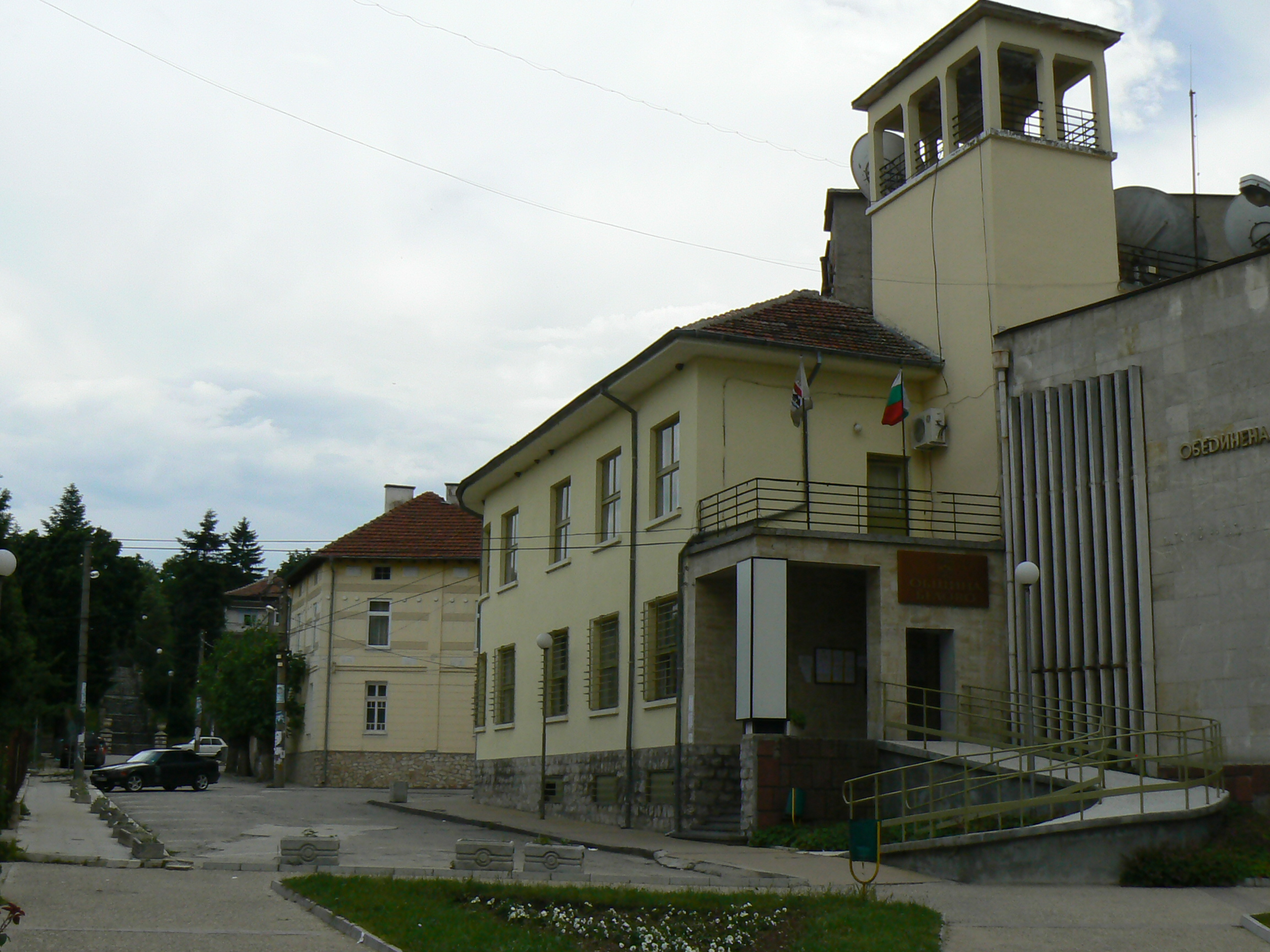
ベロヴォの市役所

ベロヴォ（Belovo (ブルガリア語: Белово [ˈbɛɫovo])）は、ブルガリア南西部の町、およびそれを中心とした基礎自治体。パザルジク州に属する。ヤデニツァ川（Яденица / Yadenitza）がマリツァ川に合流するところにあり、トラキア平原の西端、リラ山脈、ロドピ山脈、スレドナ・ゴラ山脈の3つの山脈のふもとに位置している。広大な景観、濃密な森と豊富な水資源に恵まれた町である。
ベロヴォ自治体は1978年に発足し、その中にはベロヴォの町をはじめとする8つの集落を含んでいる。面積は339平方キロメートルであり、人口は1万人をわずかに下回る。
イスタンブールとベロヴォを結ぶ鉄道は、モーリス・ヒルシュ男爵の会社によって1873年に開通し、重要な木材の生産と加工の地となった。現在、西ヨーロッパからベオグラード、ソフィアを経てイスタンブールへ至る国際道路網と鉄道がベロヴォを経由している。ベロヴォの製紙会社ではトイレットペーパーやその他の紙製品を生産している。

## 町村
ベロヴォ基礎自治体（Община Белово）には、その中心であるベロヴォをはじめ、以下の町村（集落）が存在している。
- Аканджиево
- Белово
- Габровица
- Голямо Белово

- Дъбравите
- Мененкьово
- Момина клисура
- Сестримо

## 姉妹都市
- en:Skotoussa、ギリシャ
- ネヴィンノムイスク、ロシア